# Тишбейн, Антон Вильгельм
Антон Вильгельм Тишбейн, известный как Тишбейн из Ханау (нем. Anton Wilhelm Tischbein, Hanauer Tischbein; 1 марта 1730, Хайна, Гессен — 1 ноября 1804, Ханау, Гессен) — немецкий живописец-портретист. Представитель большой семьи художников Тишбейн.

## Биография
Будущий художник родился в семье пекаря Иоганна Генриха Тишбейна (1682—1764) и Сюзанны Маргареты Хинзинг, пятеро из восьми детей которых стали художниками. Самым известным из них был Иоганн Генрих Тишбейн Старший, или Кассельский. Его первым учителем был его брат Иоганн Валентин Тишбейн. В 1753 году Антон Вильгельм поступил в Королевскую академию искусств в Гааге, имевшую международную репутацию благодаря приверженности её педагогов стилю барокко.
В 1758 году Антон Вильгельм поступил на службу секретарём графа Кристиану Августу фон Сольмс-Лаубаху. В 1769 году он переехал в Ханау, чтобы стать придворным художником Вильгельма I, курфюрста Гессенского, а после 1772 года работал над созданием там академии искусств и стал её преподавателем.
Его основной работой было написание портретов, но он также создавал картины на исторические сюжеты и небольшие произведения малого формата, известные как «кабинетные картины» (Kabinettstücken), а также украшал замок «Люстшлосс» в Вильгельмсбаде; теперь парк недалеко от Ханау.

## Галерея

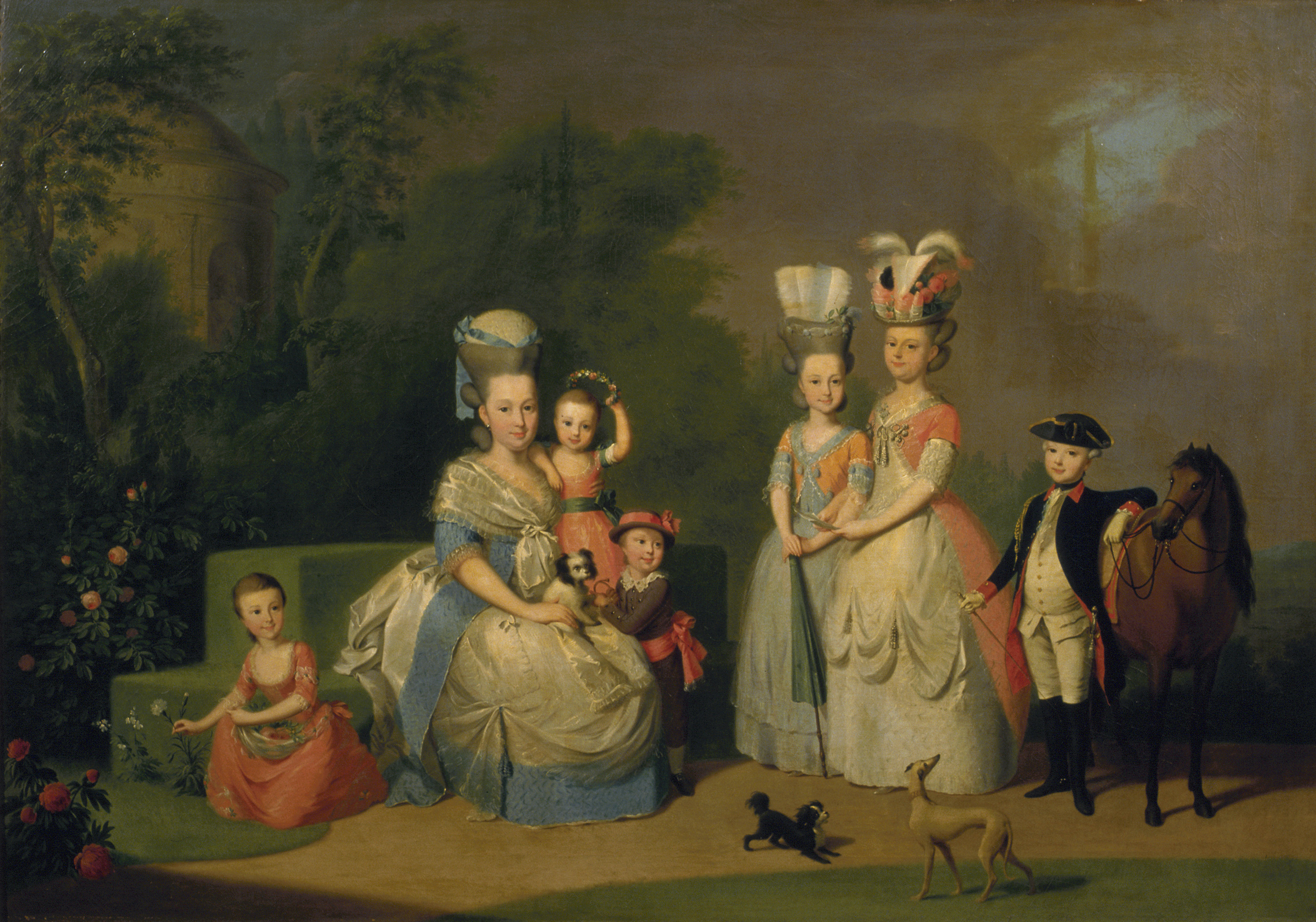
Портрет Каролины Вильгельмины Оранской с детьми. Ок. 1778. Холст, масло. Маурицхёйс, Гаага
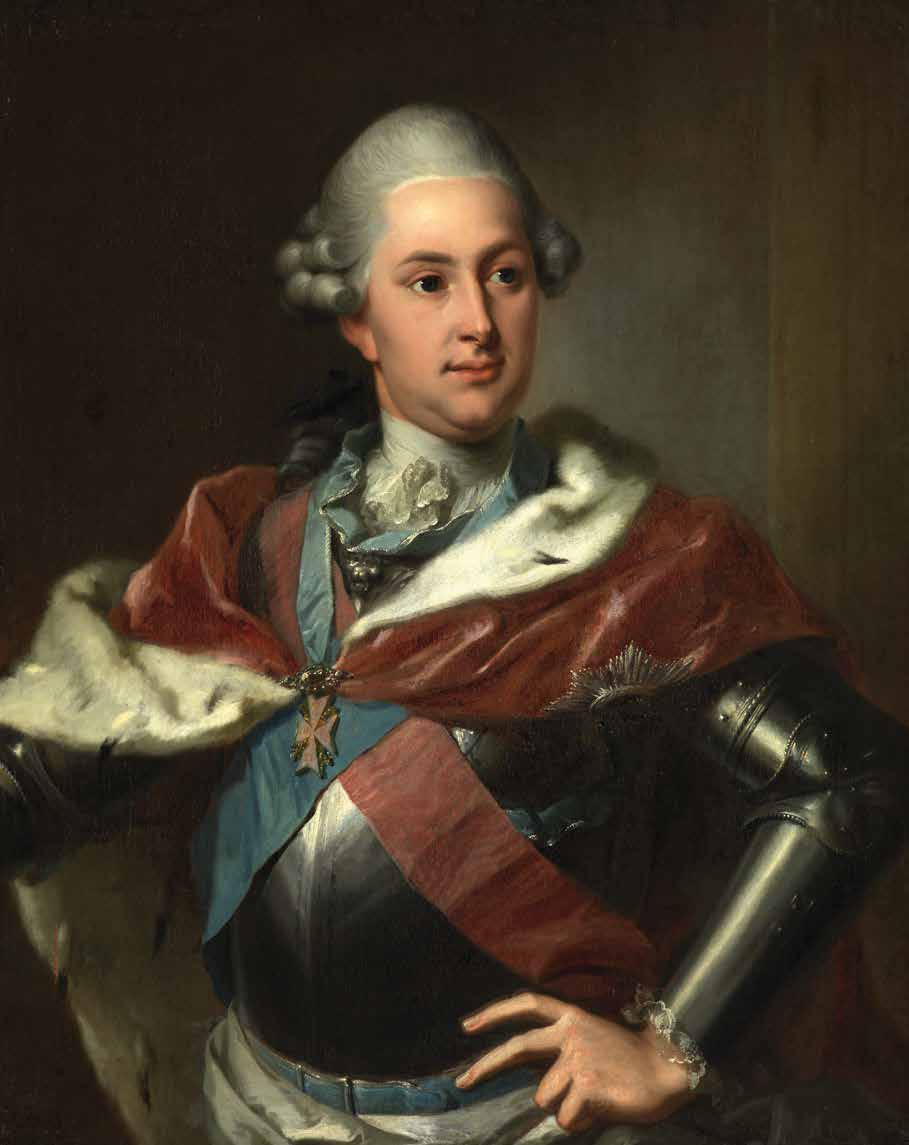
Наследный принц Вильгельм Гессен-Кассельский. Ок. 1770. Холст, масло. Исторический музей, Ханау
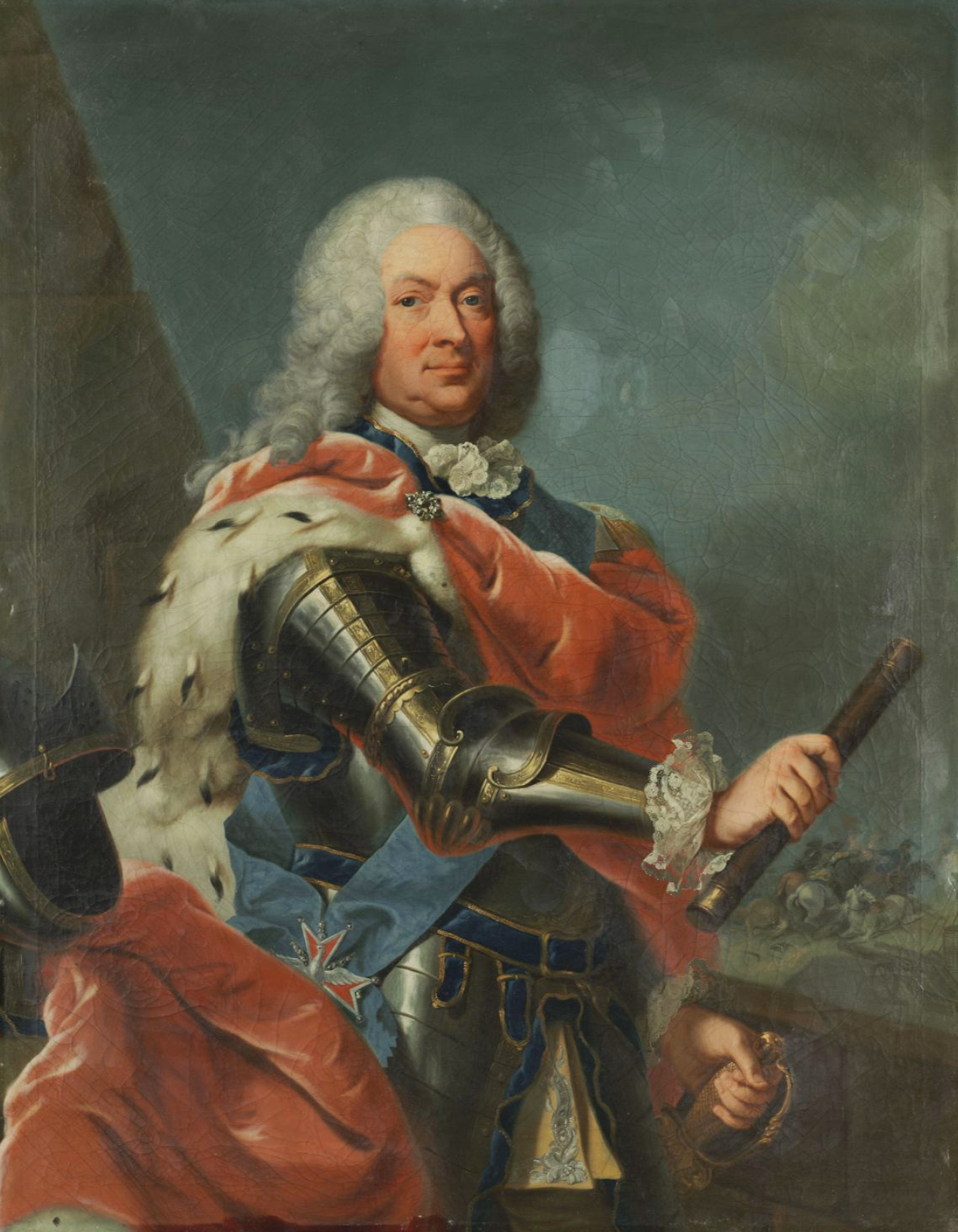
Вильгельм VIII, ландграф Гессен-Кассельский. Между 1755 и 1760. Холст, масло. Замок Филиппсруэ, Ханау
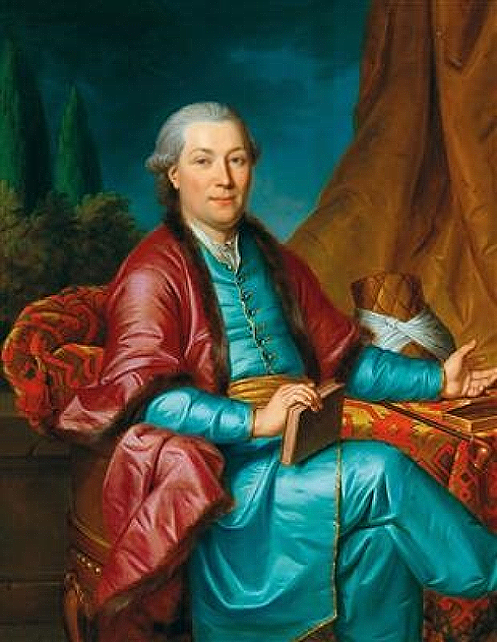
Портрет благородного господина в восточном костюме. Холст, масло. Частное собрание
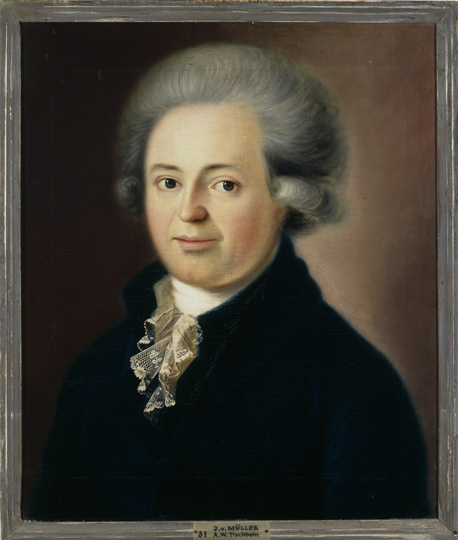
Иоганн фон Мюллер. Ок. 1787. Холст, масло. Глаймхаус, Хальберштадт
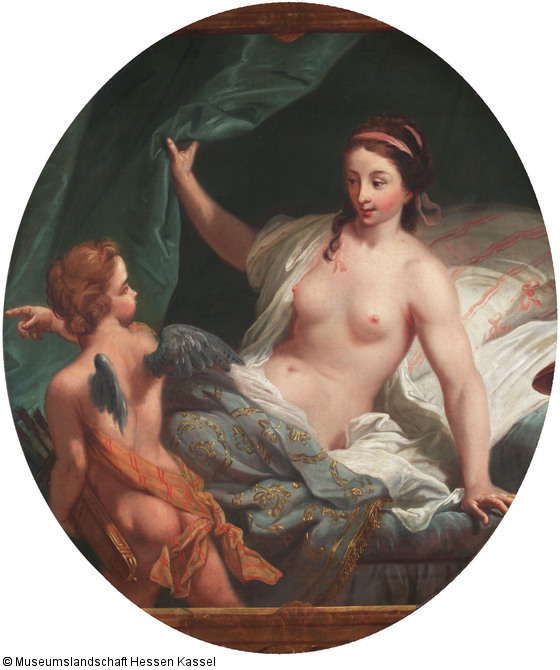
Венера и Амур. 1770. Холст, масло. Земельный музей Гессена, Кассель